# 스콧 시프렛

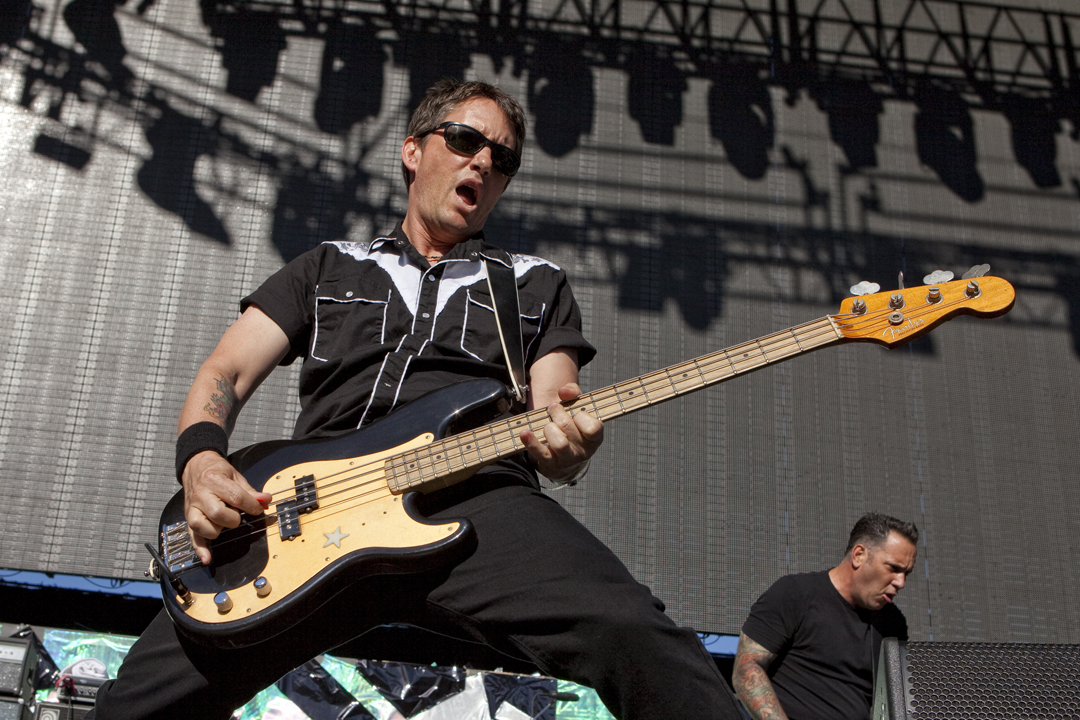
2011년

스콧 데이비드 시프렛은(Scott David Shiflett 1966년 8월 22일~ )은 미국의 펑크밴드 Face to Face의 베이스 기타 연주자이다. 스콧의 동생은 푸파이터스의 리드기타를 맡고있는 크리스토퍼 오브리 시프렛(Christopher Aubrey Shiflett, 1971년 5월 6일 ~)이다.
캘리포니아주 산타바바라에서 태어난 그는 푸 파이터스의 리드 기타리스트 크리스 시프렛의 형제이다. 스콧은 또한 비바 데스(Viva Death), 미 퍼스트 앤드 더 지미 지미스(Me First and the Gimme Gimmes), 잭슨 유나이티드(Jackson United) 및 22 잭스(22 Jacks) 밴드에서 공연했다.

## 경력
스콧 시프렛은 원래 베이시스트 매트 리들(Matt Riddle)을 대신하여 1995년에 Face to Face에 합류했다. 시프렛은 밴드 메이트 트레버 키스(Trever Keith)와 함께 밴드 음반의 공동 작곡가이자 공동 프로듀서가 되었다. 시프렛과 키스(Keith)는 또한 바리톤 기타 중심의 실험적 록을 위한 수단으로 Face to Face의 사이드 프로젝트인 비바 데스를 결성했다. 비바 데스에는 시프렛의 형제 크리스, 드러머 조시 프리스, 오랫동안 Face to Face 프로듀서/믹서로 활동해 온 채드 블린먼(Chad Blinman)이 참여했다. 시프렛은 비바 데스의 이후 녹음에서 모든 악기를 연주한다. 시프렛은 또한 잭스 유나이티드에서 그의 형제 크리스와 함께 공연하고 있으며 2004년부터 여러 투어에서 미 퍼스트 앤드 지미 지미스의 리드 기타리스트로 크리스를 대신해 왔다. 2023년에 그는 이글스 오브 데스 메탈에 합류했다.

## 음반
with 22 Jacks
- Uncle Bob (1996)

with Face to Face
- Face to Face (1996)
- Econo Live (1996)
- Live (1998)
- Standards & Practices (1999)
- Ignorance Is Bliss (1999)
- Reactionary (2000)
- How to Ruin Everything (2002)
- Shoot the Moon: Essential Collection (2005)
- Laugh Now, Laugh Later (2011)
- Three Chords and a Half Truth (2013)
- Protection (2016)

with Viva Death
- Viva Death (2002)
- One Percent Panic (2006)
- Curse The Darkness (2010)
- Illuminate (2018)

with Jackson United
- Jackson (EP) (2003)
- Western Ballads (2004)
- Harmony and Dissidence (2008)